# Bướm phượng vàng
Papilio demoleus, là một loài bướm phượng, không giống như các loài bướm phượng khác, nó không có đuôi nổi bật. Loài này là loài gây hại và xâm lấn từ Cựu Thế giới và đã lan đến Vùng Caribe và Trung Mỹ.

## Phân bố
Papilio demoleus là một loài bướm hung hăng và rất phổ biến. Có lẽ là loài bướm phượng phân bố rộng rãi nhất trên thế giới. Bướm có thể được tìm thấy ở:
Oman, UAE, Ả Rập Xê Út, Kuwait, Bahrain, Qatar, Iran, tây và có thể đông Afghanistan, và tây Pakistan, Sri Lanka, Ấn Độ (gồm cả Andamans), Nepal, Myanmar, Thái Lan, Philippines, Campuchia, nam Trung Hoa, Đài Loan, Nhật Bản (hiếm), Malaysia, Singapore, Indonesia (Kalimantan, Sumatra, đảo Sula, Talaud, Flores, Alor và Sumba), Papua New Guinea, Úc (bao gồm đảo Lord Howe), rõ ràng ở Hawaii và có thể ở các đảo Thái Bình Dương khác.
Trong những năm gần đây, con bướm đã lan rộng ở đảo Hispaniola (Cộng hòa Dominica) ở Tây bán cầu, và sau đó là Jamaica, và Puerto Rico. Quần thể ở Dominica xuất phát từ Đông Nam Á nhưng bằng cách nào chúng đến đó vẫn chưa rõ.

## Phân loài
- Papilio demoleus demoleus nam Trung Hoa, Pakistan, Ấn Độ, Ceylon, bắc Việt Nam, Đài Loan và Philippines.
- Papilio demoleus malayanus (Wallace, 1865) ở Miến Điện, Thái Lan, Lào, Campuchia, nam Việt Nam, Malaysia và Sumatra.
- Papilio demoleus novoguineensis (Rothschild, 1908) ở Papouasie)
- Papilio demoleus sthenelinus (Rothschild, 1895) ở Flores
- Papilio demoleus sthenelus (Macleay, 1826) le Chequered Swallowtail ở Sumba và Úc.

Sous-espèces pour NCBI:
- Papilio demoleus demoleus
- Papilio demoleus libanius (Fruhstorfer, 1908) ở Philippines và Đài Loan.
- Papilio demoleus malayanus
- Papilio demoleus sthenelus[6]

## Hình ảnh

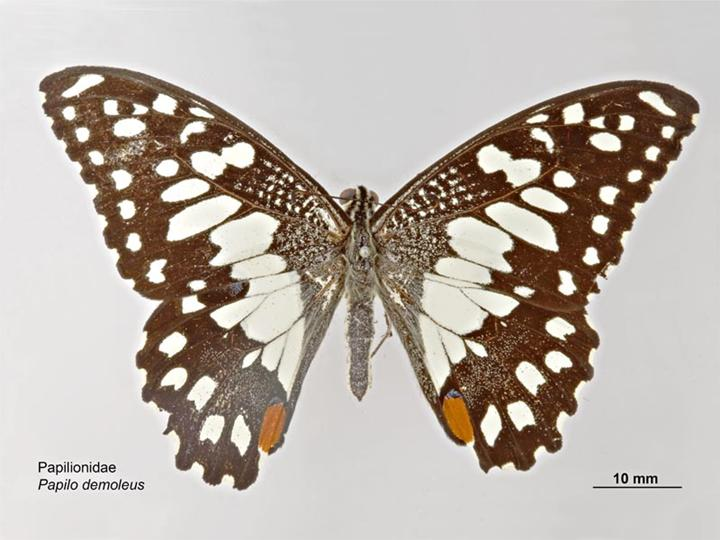
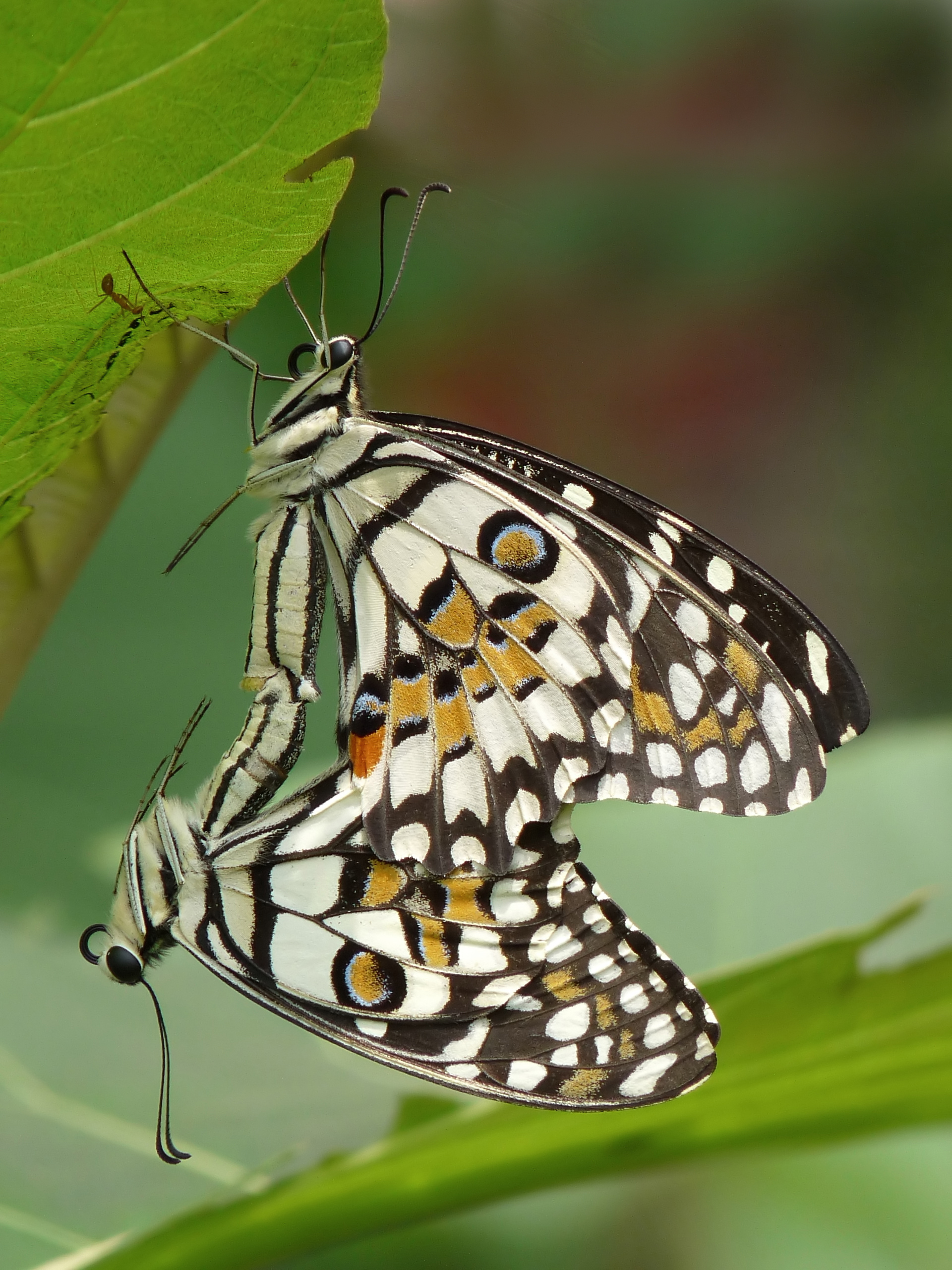
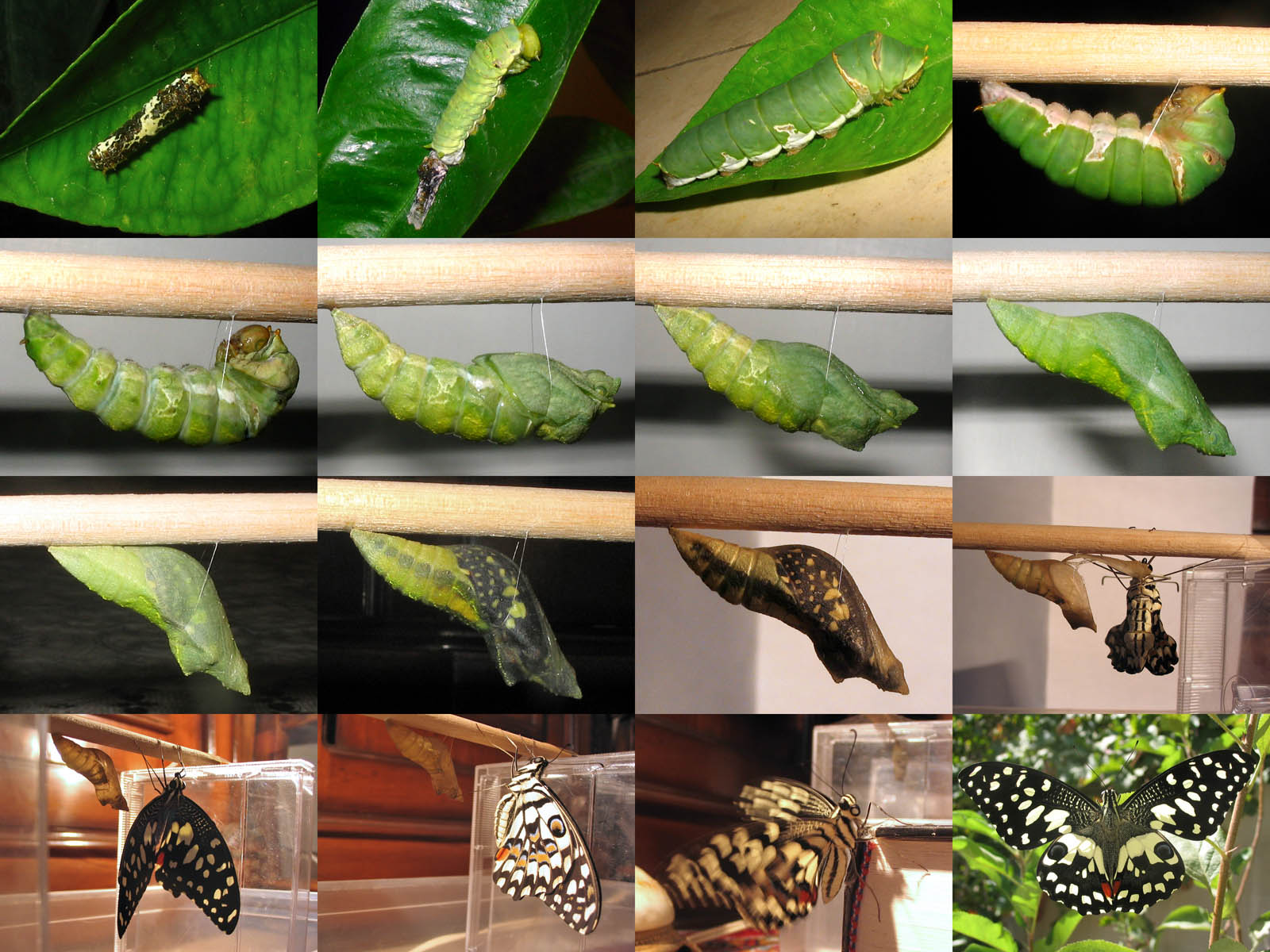
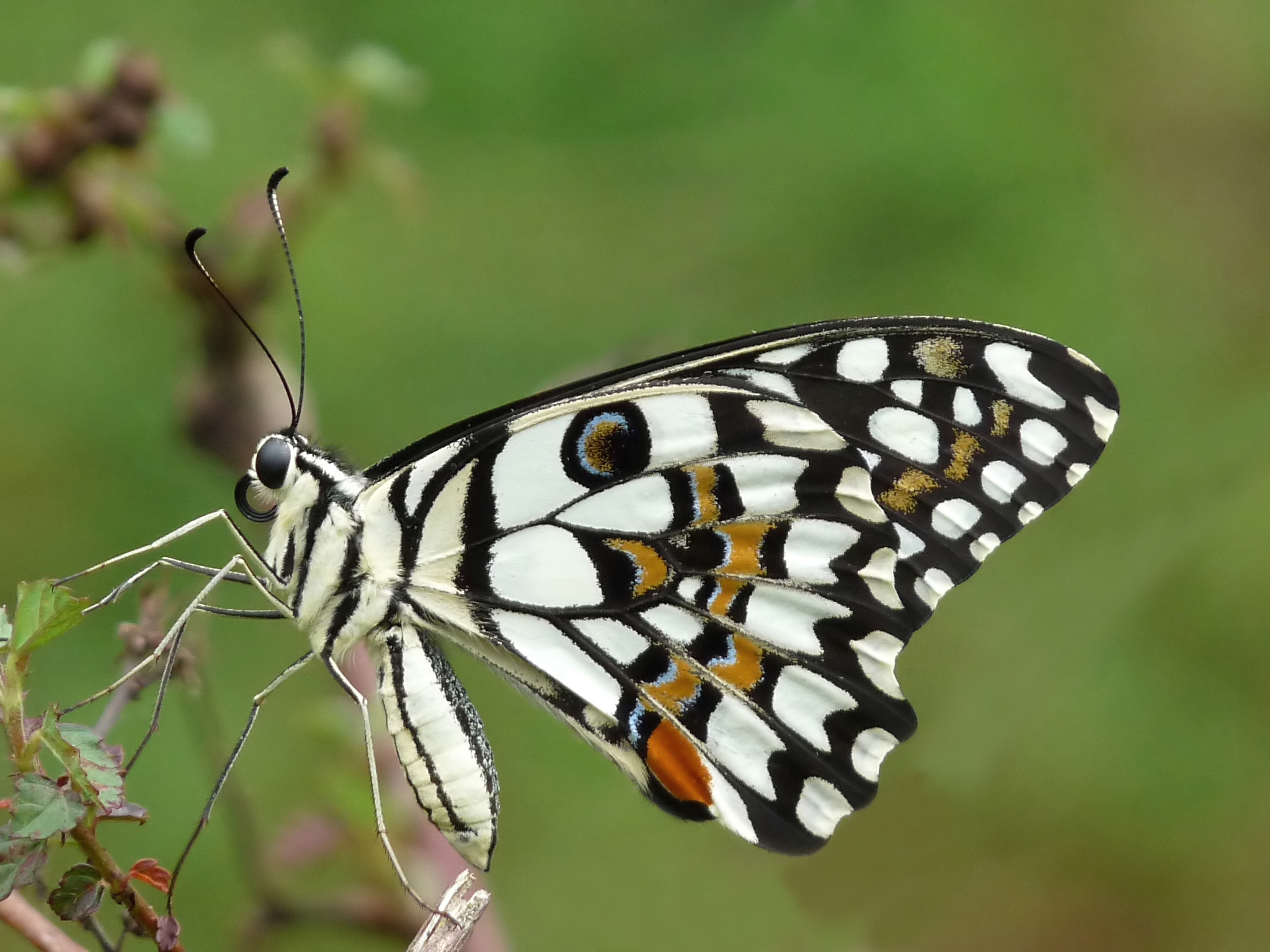
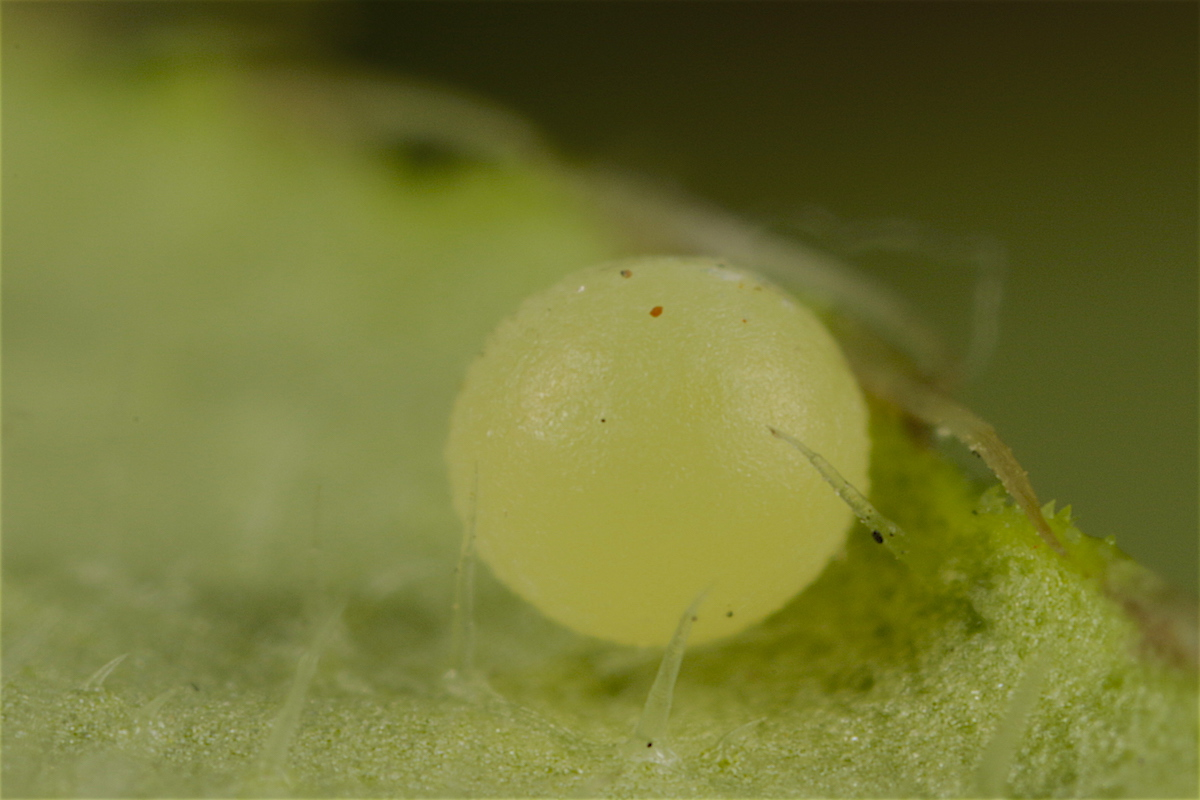
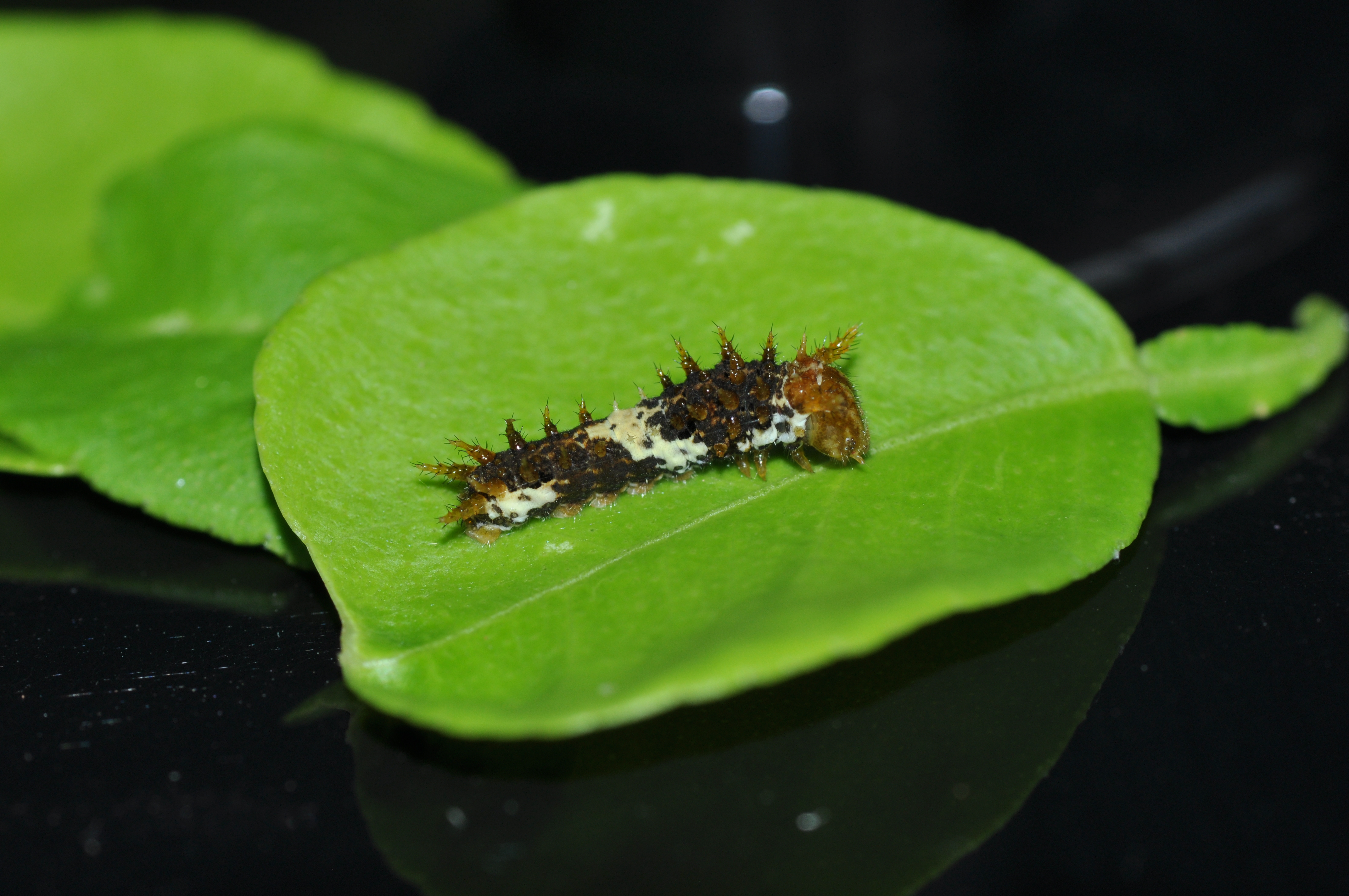
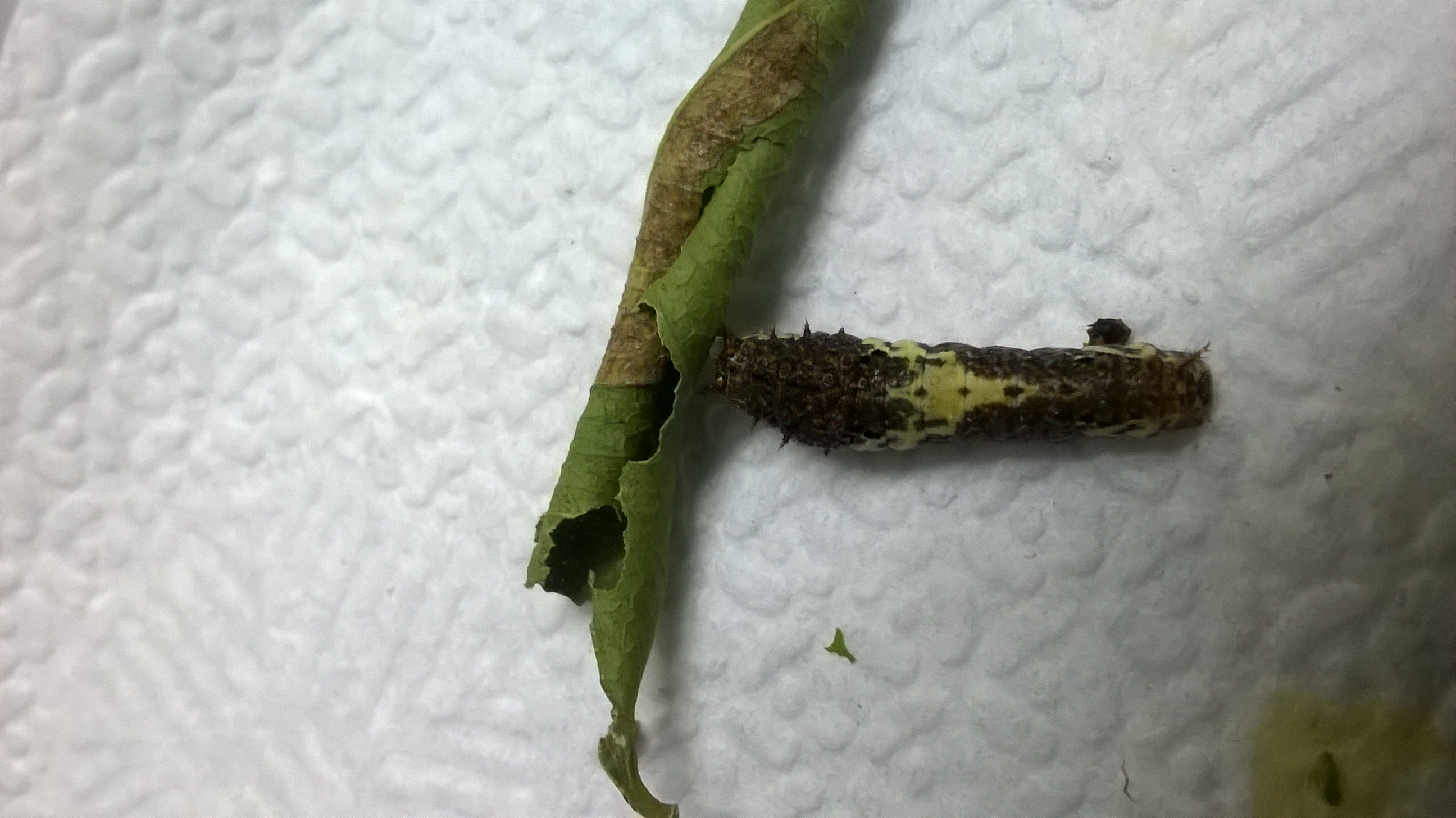
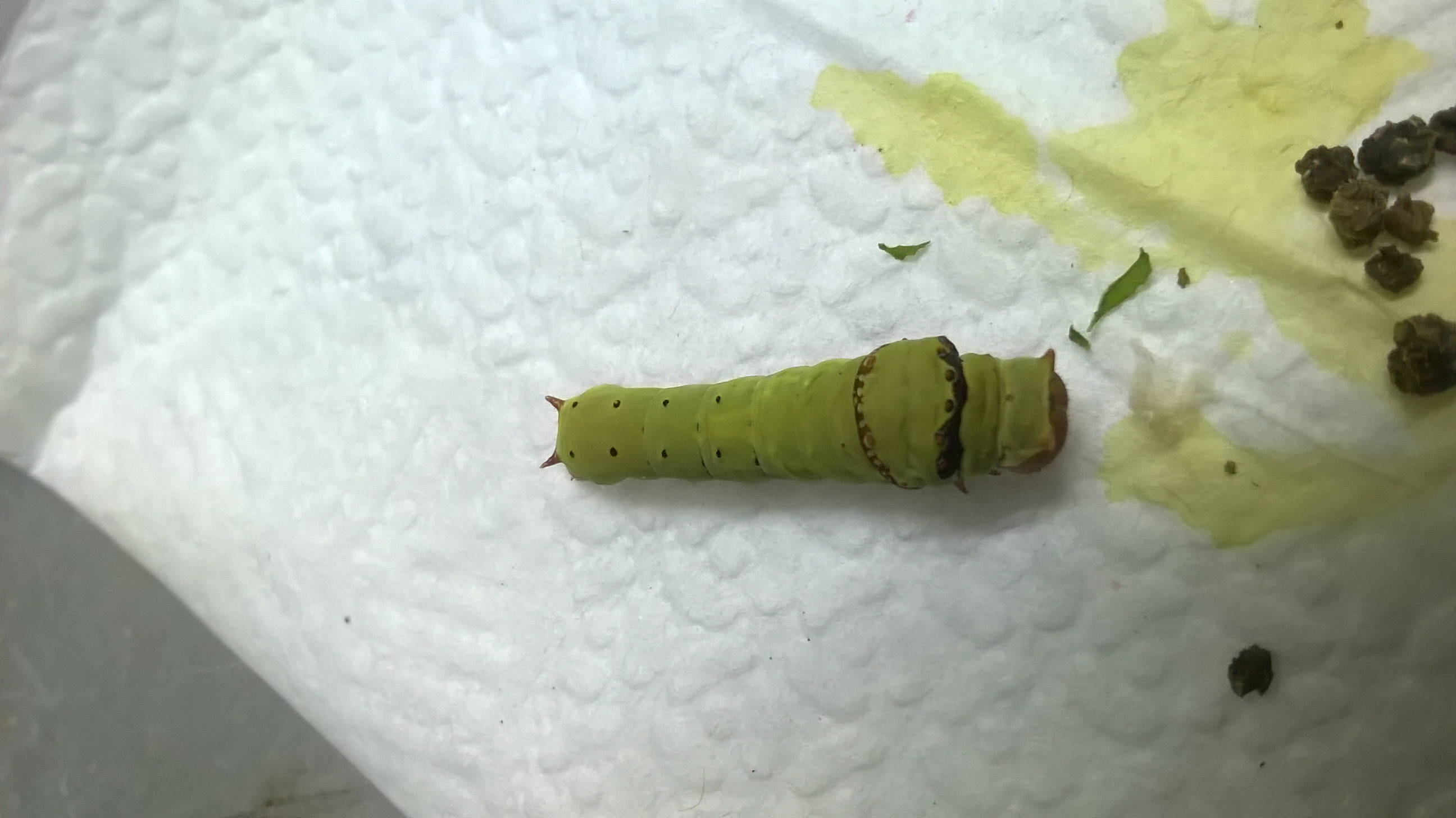
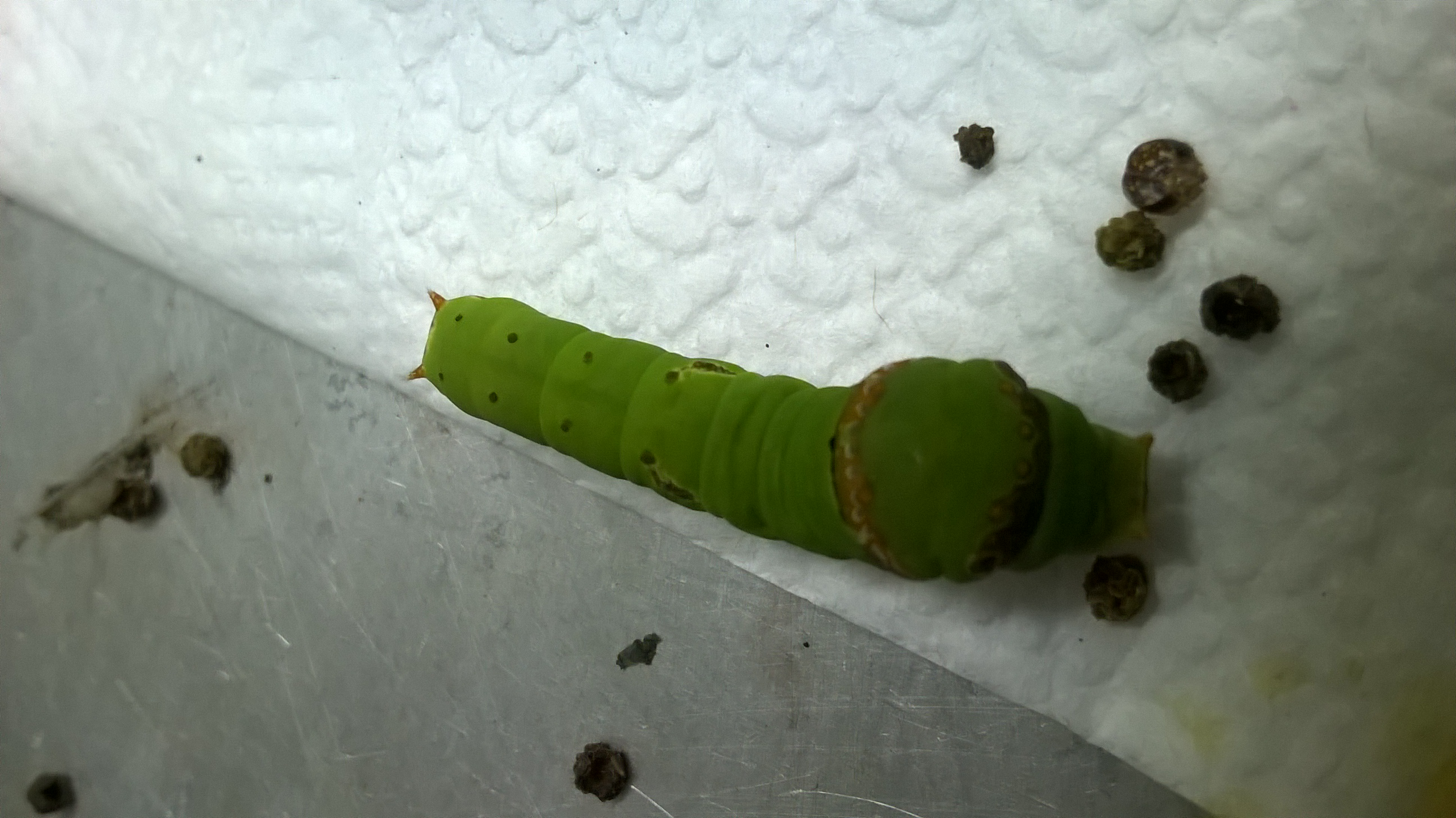
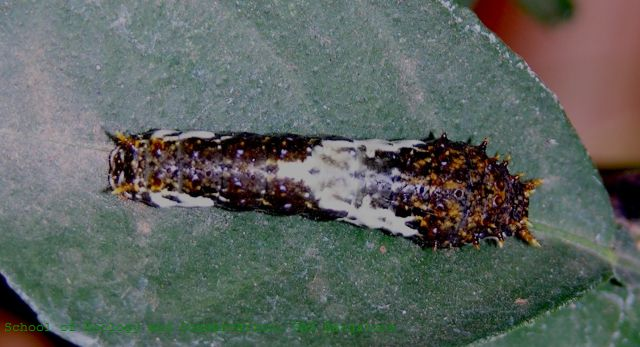
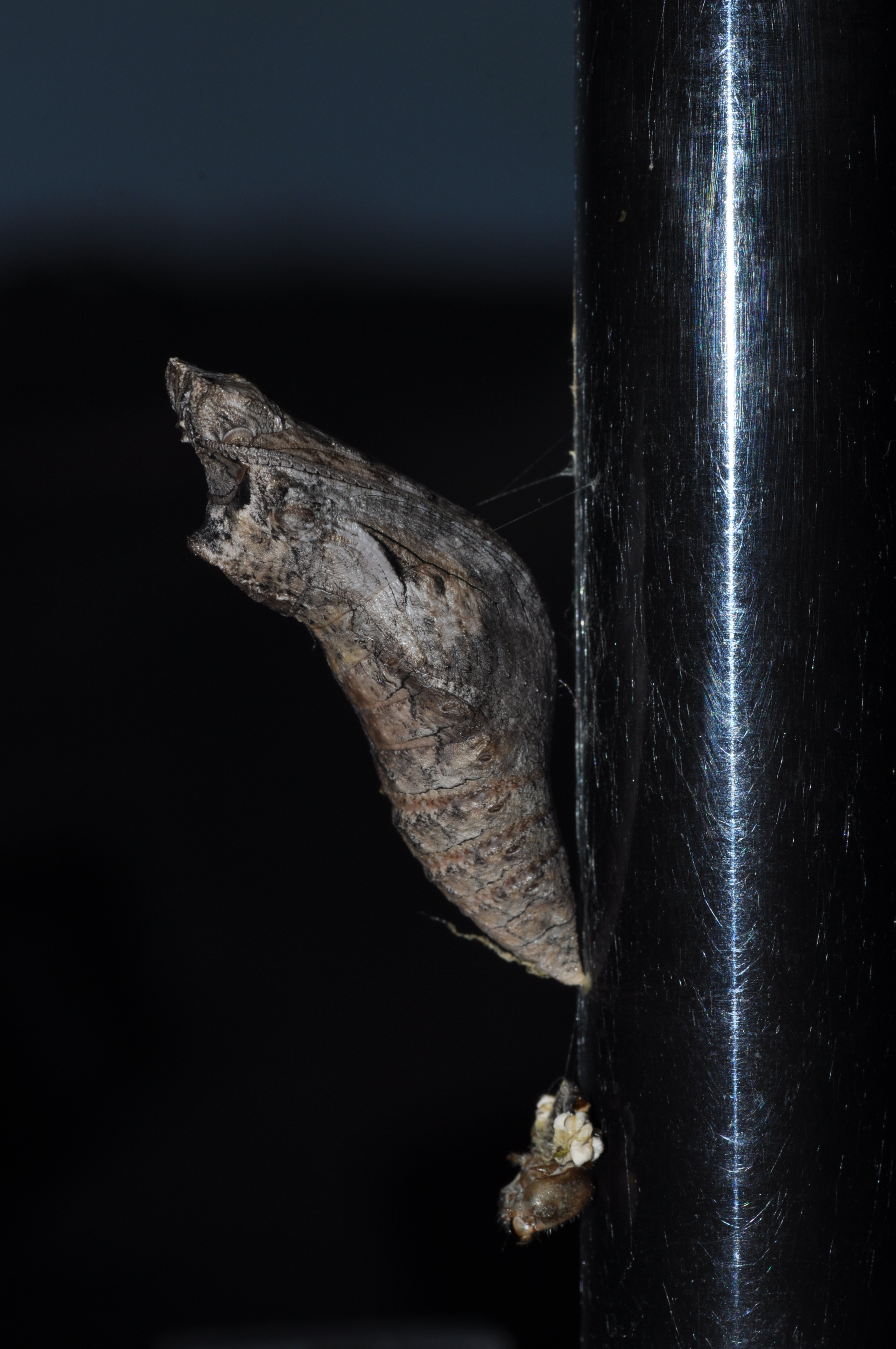